# Server-sent events
Server-sent events est une technologie grâce à laquelle un navigateur reçoit des mises à jour automatiques à partir d'un serveur via une connexion HTTP. L'API EventSource server-sent events est normalisée dans le cadre de HTML5 par le W3C.

## Historique
La proposition Web Applications 1.0 du WHATWG inclut un mécanisme pour pousser du contenu vers le client. Le 1er septembre 2006, le navigateur web Opera met en œuvre cette nouvelle technologie expérimentale dans une fonction appelée "Server-sent_events".

## Vue d'ensemble
Server-sent events est une norme décrivant comment les serveurs peuvent initier la transmission de données unidirectionnelles vers les clients une fois que la connexion initiale du client a été mise en place. Cette technologie est couramment utilisée pour envoyer des mises à jour de messages ou de flux de données en continu à un navigateur client. Elle a été conçue pour améliorer nativement le support du streaming de données multi-navigateurs à l'aide d'une API JavaScript appelé EventSource, par laquelle un client demande une URL particulière afin de recevoir un flux d'événements.

### Navigateurs
| Navigateur        | Supporté | Remarques                      |
| ----------------- | -------- | ------------------------------ |
| Internet Explorer | Non      |                                |
| Mozilla Firefox   | Oui      | À partir de Firefox 6.0        |
| Google Chrome     | Oui      |                                |
| Opera             | Oui      | À partir de Opera 11           |
| Safari            | Oui      | À partir de Safari 5.0         |
| Microsoft Edge    | Oui      | À partir de Edge 75 (Chromium) |